# Germanisches Becken

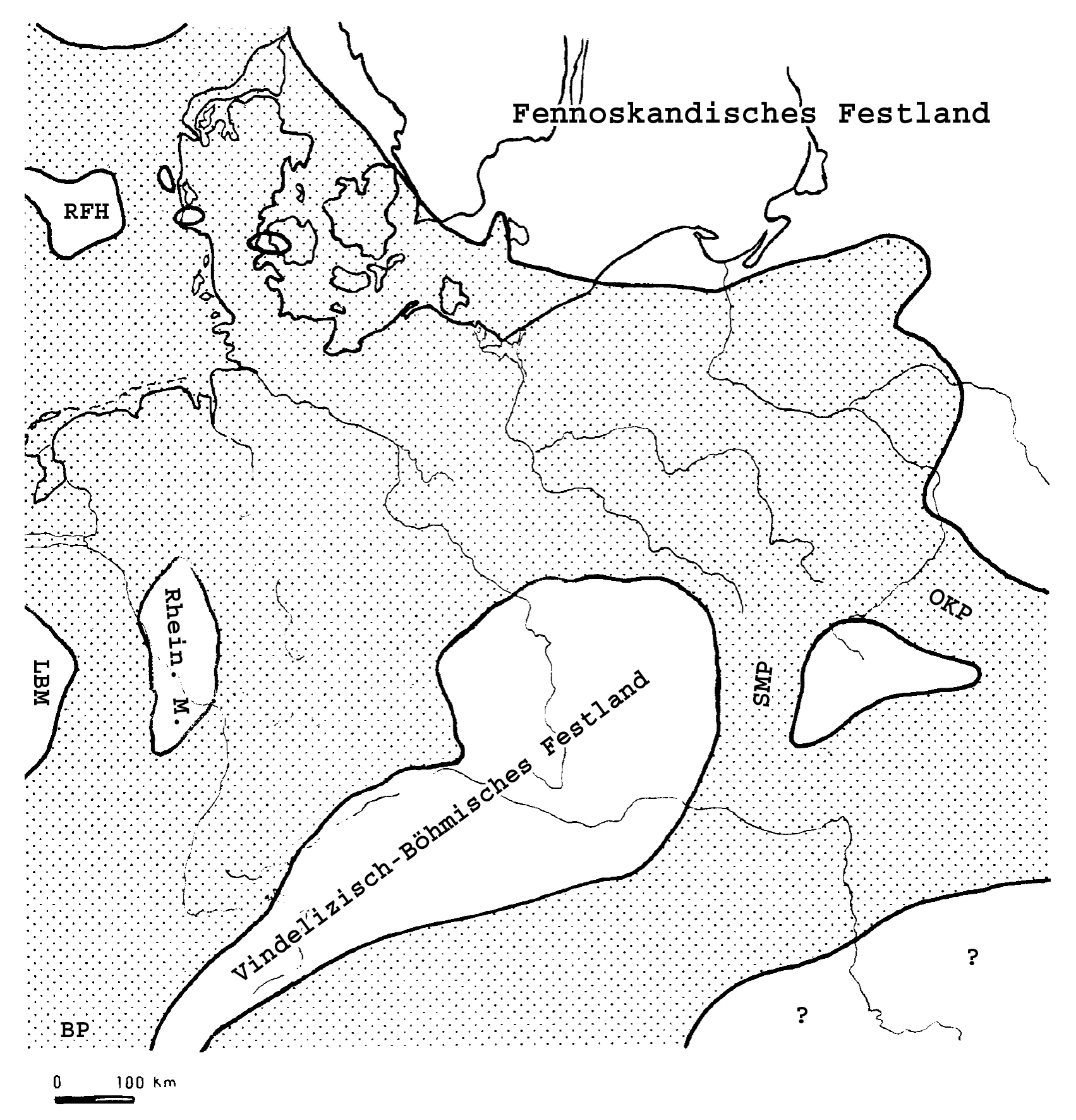
Paläogeographie des Germanischen Beckens sowie nördlich, östlich und südlich angrenzender Gebiete in der frühen Mittel-Trias (Anisium)

Das Germanische Becken (auch Mitteleuropäisches Becken) war ein Sedimentbecken, das sich ab dem Perm über weite Teile des heutigen West- und Mitteleuropas erstreckte. Oft wird damit jedoch nur der entsprechende Ablagerungsraum zur Zeit der Permotrias bezeichnet, da das Becken in dieser Zeit besonders stark isoliert war und sich durch typische Gesteinsserien und Fossilfaunen auszeichnet („Germanische Fazies“).,vgl.

## Untergliederung
Das Germanische Becken kann in einen breiten, Ost-West-streichenden nördlichen Trog (Norddeutsches Becken oder Norddeutsch-Polnisches Becken) und einen deutlich schmaleren, Nord-Süd- bis Nordost-Südwest-streichenden südlichen Trog (vor allem im Jura als Süddeutsches Becken bezeichnet) untergliedert werden. Der nördliche Trog, dessen nördlicher Teil (nördlich der vormaligen variszischen Deformationsfront) in Kontinuität mit einem bereits ab dem Devon subsidenten Gebiet steht, wurde im Westen von Hochgebieten im Bereich der heutigen Britischen Inseln und Benelux (Grampian-Massiv, London-Brabant-Massiv), im Norden von der Fennoskandischen Hochzone (vgl. Baltischer Schild), im Osten von der relativ geringfügig subsidenten Osteuropäischen Tafel, und im Südosten von der Böhmischen Masse begrenzt. Im Südwesten stand es über die sogenannte Hessische Senke über längere Zeiträume mit dem Süddeutschen Becken in Verbindung, dessen Ostbegrenzung von der Böhmischen Masse gebildet wurde.

## Entwicklung
Die Beckenbildung ging auf post-variszische Dehnung der Erdkruste im Perm zurück, als sich u. a. das Tethys-Becken nach Westen in den Urkontinent Pangaea vorarbeitete. Die Sedimentation begann mithin im Unterperm mit den kontinentalen Ablagerungen des Rotliegend, südlich der vormaligen variszischen Deformationsfront zunächst in mehreren kleineren Trögen. Später schlossen sich diese Tröge zu einem größeren Sedimentationsraum zusammen, der im Oberperm und in der Mitteltrias weitgehend überflutet und jeweils von einem Epikontinentalmeer (Zechsteinmeer und Muschelkalkmeer) bedeckt war. Zur „Zechsteinzeit“ bildeten sich dabei die für das Perm Mitteleuropas charakteristischen Ablagerungen des Kupferschiefers und das mächtige Zechstein-Salinar. Das Meer drang dabei von Norden in das Becken. Diese Verbindung zum Weltmeer schloss sich noch im obersten Perm.
Die Ablagerungen der Unter- und Obertrias, Buntsandstein und Keuper, sind hingegen vorwiegend kontinental geprägt, mit anhaltender mariner Beeinflussung der Randbereiche und kurzzeitigen Meeresvorstößen in zentralere Beckenbereiche. In der Trias erfolgten die Meeresvorstöße durch „Pforten“ an den Südrändern des Beckens, die Ostkarpatenpforte (Ostpolen), die Schlesische Pforte (Westpolen) und die Burgundische Pforte (Westfrankreich). In der Obertrias beginnt das Pariser Becken zwischen dem Armorikanischen Massiv und Zentralmassiv einzusinken. Damit verliert das Süddeutsche Becken seine westliche Begrenzung.

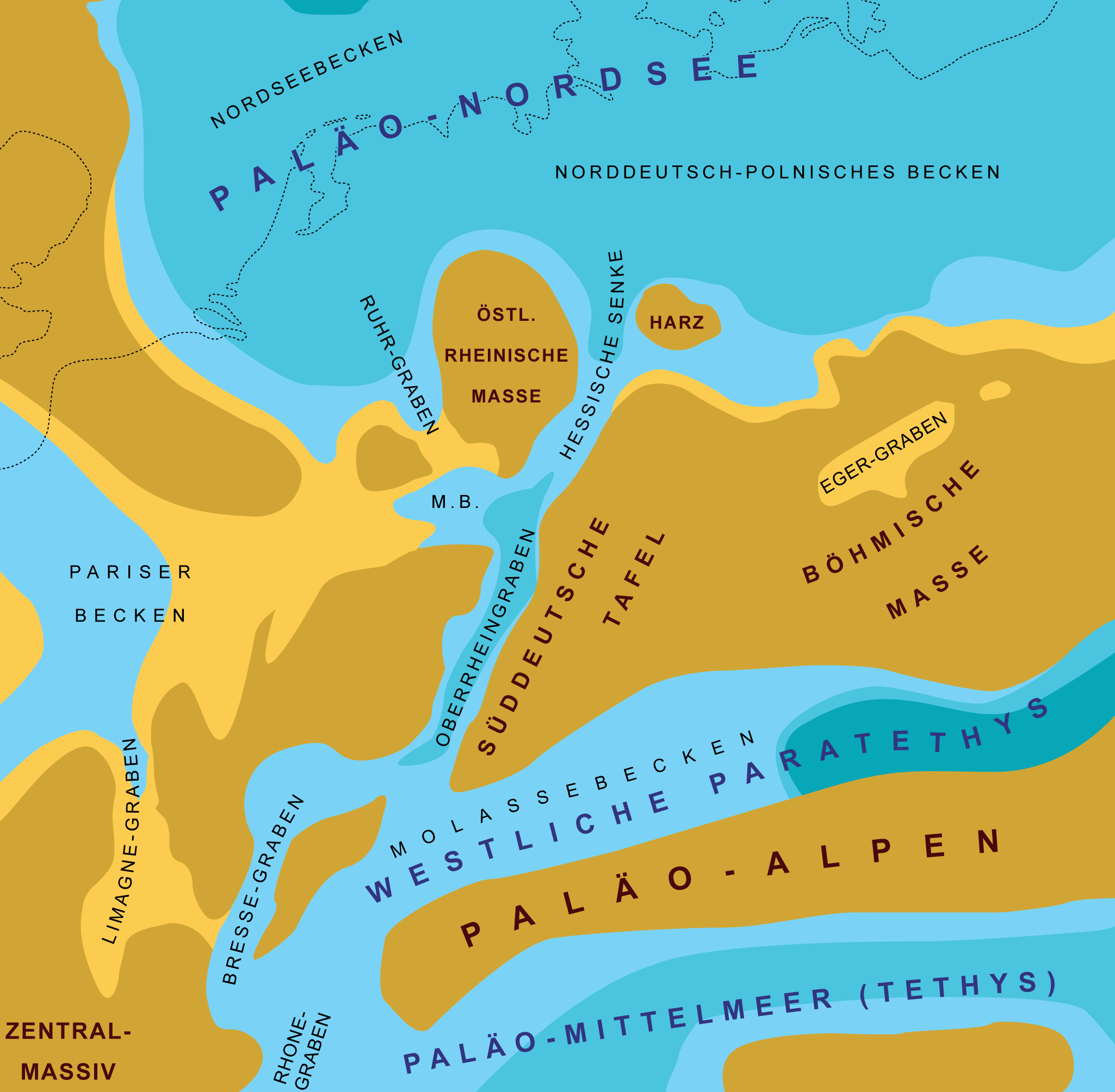
Paläogeographie Mitteleuropas im Oligozän mit kurzlebiger Verbindung der boralen Ablagerungsbereiche (hier als „Paläo-Nordsee“ bezeichnet) mit dem Tethys-Raum

Im Jura herrscht wiederum permanente großflächige Meeresbedeckung. Bis in den mittleren Jura hinein begrenzt die Vindelizische Schwelle den süddeutschen Trog gegen den alpinen (tethyalen) Ablagerungsbereich. Dann schließt sich zudem die Hessische Senke. Die nunmehr von Böhmischer und Rheinischer Masse gebildete Barriere verstärkt die Faziesunterschiede zwischen dem boral beeinflussten Norddeutschen und dem tethyal beeinflussten Süddeutschem Jura. Mit dieser Trennung nimmt des Süddeutsche Becken ab dem Oberjura eine deutlich andere Entwicklung und bildet eher mit dem (Anglo-)Pariser Becken einen gemeinsamen Ablagerungsraum als mit dem Norddeutsch(-Polnisch)en Becken. Unter anderem deshalb findet sich die Bezeichnung Germanisches Becken in der geologischen Literatur zur Beschreibung der post-mitteljurassischen mitteleuropäischen Paläogeographie und Ablagerungsräume faktisch nicht. Nur im Oligozän besteht durch ein Zusammenwirken von Dehnungstektonik und Meeressiegelanstieg (Rupel-Transgression) wieder eine relativ kurzlebige Meeresverbindung zwischen dem Norddeutsch-Polnischen Becken und dem Tethys-Raum.